# Эвкалипт прямой
Эвкалипт прямой (лат. Eucalyptus stricta) — вечнозеленое дерево, вид рода Эвкалипт (Eucalyptus) семейства Миртовые (Myrtaceae).

## Распространение и экология
В природе ареал охватывает восток Австралии — встречается в Голубых горах (штат Новый Южный Уэльс) и на горе Веллингтон (штат Виктория), образуя часто непроходимые заросли на открытых склонах в поясе между 1200 и 1500 м над уровнем моря.
Выдерживает без повреждений в однолетнем возрасте кратковременное понижение температуры до -9,5 °C; при продолжительных морозах в 8 °C вымерзает до корня.
Одинаково хорошо растёт, как на аллювиальных, так и на оподзоленных почвах, достигая за три года высоты в 1,5—2 м, а за 6 лет — высоты в 3,5—4 м.
На четвёртый год многие деревья начинают цвести.

## Ботаническое описание
Маленькое, кустовидное деревцо высотой до 5 м при диаметре ствола до 10 см. Молодые побеги красноватые, с темными бугорками.
Кора гладкая, ржаво-серая, опадающая.
Молодые листья супротивные, в числе 4—5 пар, на коротких черешках, узколанцетные, длиной 4—6 см, шириной 1—2 см, с обеих сторон светло-зелёные. Промежуточные листья очерёдные, ланцетные, заостренные, длиной 7—9 см, шириной 1,5—2 см, жёсткие, бледно-зелёные. Взрослые — очерёдные, узколанцетные, длиной 5—8 см, шириной 0,6—1 см, заострённые, иногда серповидно изогнутые, жёсткие, кожистые, зелёные с обеих сторон, часто блестящие.
Зонтики пазушные, 3—8-цветковые, сидящие на сжатых или цилиндрических ножках длиной до 1 см; бутоны на коротких цветоножках, булавовидные, длиной 6—7 мм, диаметром 3—4 мм, желтовато-зелёные, с полушаровидной или конической крышечкой, которая намного короче трубки цветоложа; пыльники почковидные с расширенными гнездами и маленькой верхушечной железкой.
Плоды на коротких ножках, яйцевидные, урновидные, почти колокольчатые или грушевидные, длиной 6—13мм, диаметром 6—10 мм, с косым, широким, плоским или слегка выпуклым диском и вдавленными или слабо выдающимися створками.
На родине цветёт в декабре — апреле; на Черноморском побережье Кавказа — в июне — июле и ноябре — феврале.

## Значение и применение
Листья содержат эфирное (эвкалиптовое) масло, состоящее из цинеола, пинена, эвдесмола, аромадендраля.
Считается самым холодостойким и неприхотливым видом, почему широко используется для противоэрозийных посадок на высокогорных склонах. Прямые и тонкие стволы идут на садовые колья и различные подпорки.

## Таксономия
Вид Эвкалипт прямой входит в род Эвкалипт (Eucalyptus) подсемейства Миртовые (Myrtoideae) семейства Миртовые (Myrtaceae) порядка Миртоцветные (Myrtales).
|  |                                      |  |                                                             |                                                             |                    |  | ещё 13 семейств (согласно Системе APG II) | ещё 13 семейств (согласно Системе APG II)    |                                              |  |  |  | ещё 130 родов       | ещё 130 родов       |  |  |
|  |                                      |  |                                                             |                                                             |                    |  | ещё 13 семейств (согласно Системе APG II) | ещё 13 семейств (согласно Системе APG II)    |                                              |  |  |  | ещё 130 родов       | ещё 130 родов       |  |  |
|  |                                      |  |                                                             | порядок Миртоцветные                                        |                    |  |                                           |                                              | подсемейство Миртовые                        |  |  |  |                     | вид Эвкалипт прямой |  |  |
|  |                                      |  |                                                             | порядок Миртоцветные                                        |                    |  |                                           |                                              | подсемейство Миртовые                        |  |  |  |                     | вид Эвкалипт прямой |  |  |
|  | отдел Цветковые, или Покрытосеменные |  |                                                             |                                                             | семейство Миртовые |  |                                           |                                              | род Эвкалипт                                 |  |  |  |                     |                     |  |  |
|  | отдел Цветковые, или Покрытосеменные |  |                                                             |                                                             |                    |  |                                           |                                              |                                              |  |  |  |                     |                     |  |  |
|  |                                      |  | ещё 44 порядка цветковых растений (согласно Системе APG II) | ещё 44 порядка цветковых растений (согласно Системе APG II) |                    |  |                                           | ещё 1 подсемейство (согласно Системе APG II) | ещё 1 подсемейство (согласно Системе APG II) |  |  |  | ещё более 700 видов |                     |  |  |
|  |                                      |  |                                                             | ещё 44 порядка цветковых растений (согласно Системе APG II) |                    |  |                                           |                                              | ещё 1 подсемейство (согласно Системе APG II) |  |  |  |                     |                     |  |  |